# Левицкий, Тимофей Яковлевич
Тимофей Яковлевич Левицкий (1913-1945) — Гвардии сержант Рабоче-крестьянской Красной Армии, участник Великой Отечественной войны, Герой Советского Союза (1945).

## Биография
Тимофей Левицкий родился в 1913 году в селе Каланчак (ныне — посёлок в Херсонской области Украины). После окончания начальной школы работал в колхозе. В августе 1940 года Левицкий был призван на службу в Рабоче-крестьянскую Красную Армию. С июня 1941 года — на фронтах Великой Отечественной войны.
К декабрю 1944 года гвардии сержант Тимофей Левицкий командовал отделением 115-го отдельного гвардейского сапёрного батальона, 108-й гвардейской стрелковой дивизии, 37-го стрелкового корпуса, 46-й армии, 2-го Украинского фронта. Отличился во время форсирования Дуная. 5 декабря 1944 года отделение Левицкого переправилось через Дунай в районе венгерского города Эрчи и приняло активное участие в боях за захват и удержание плацдарма на его правом берегу. 9 марта 1945 года Левицкий погиб в боях на улицах Будапешта. Похоронен в Будапеште.

## Награды
Указом Президиума Верховного Совета СССР от 24 марта 1945 года гвардии сержант Тимофей Левицкий посмертно был удостоен высокого звания Героя Советского Союза. Также был награждён орденами Ленина и Славы 2-й и 3-й степеней, медалью «За отвагу» .

## Память
В честь Левицкого установлен памятник в его родном посёлке.